# Касива, Юкина
Юкина Касива (яп. 柏 幸奈 Kashiwa Yukina, род. 12 августа 1994, префектура Канагава) — японский идол, певица, актриса, бывшая участница гёрл-групп Momoiro Clover и Nogizaka46.

## Биография
Как ребёнок-актёр, она снималась в таких японских телесериалах в жанре токусацу, как Tokusou Sentai Dekaranger, Garo и Madan Senki Ryukendo.
В 2007 году, в 13 лет, она сыграла главную роль мальчика по имени Нэги Спрингфилд в 25-серийном игровом телефильме Negima! Magister Negi Magi, снятом по одноимённым манге и аниме.
23 ноября 2008 года Юкина Касива одновремененно с Аякой Сасаки и Акари Хаями присоединилась к гёрл-группе своего агентства (Stardust Promotion) под названием Momoiro Clover. В то же самое время группа анонсировала, что скоро выпустит свой первый сингл. Но 9 марта следующего года Юкина уже ушла из группы, которая тогда ещё так и не успела дебютировать с первым синглом.
Успешно пройдя прослушивания в Nogizaka46, 21 августа 2011 года Юкина стала её (группы) участницей первого поколения.
12 ноября 2013 года на веб-сайте Ногисаки46 появилась информация, что Юкина Касива и Сэйра Миядзава «выпустятся» (уйдут) из группы, их выпуск состоится 17 ноября на мероприятии, посвящённом выходу сингла «Girls’ Rule». Причина ухода Юкины была указана как её желание сосредоточиться на учёбе.

## Коллективы
- Momoiro Clover
- Nogizaka46

## Фильмография

### Кинофильмы
- ICHI (25 октября 2008, Warner Bros. Japan) — Ити в детстве[11]

### Телевизионные сериалы
- Tokusou Sentai Dekaranger (8-я и 9-я серии, 11 и 18 апреля 2008, TV Asahi) — Тиара[3]
- Deep Love (яп. Deep Love～アユの物) (1 октября, 2004, TV Tokyo) — Аю в детстве
- Garo (7 октября 2005 — 31 марта 2006, TV Asahi) — Роуз[3]
- Madan Senki Ryukendo (20-я серия, 21 мая 2006, TV Tokyo) — Салина[3]
- Negima! Magister Negi Magi (3 октября 2007 — 2 марта 2008,  TV Tokyo) — Нэги[4]